# Том Джоунс
 Тази статия е за певеца Том Джоунс.  За филма „Том Джоунс“ вижте Том Джоунс (филм).  
Сър Том Джоунс (на английски: Tom Jones), роден като Томас Джоунс Удуърд (Thomas Jones Woodward), е уелски певец, изключително популярен през 1960-те с мощния си глас, тесните панталони и отворените си ризи (и двете често от черна кожа). Пее различни стилове музика – поп, рок, ритъм енд блус, песни от мюзикъли, кънтри, денс, техно, соул и госпел. Продал е над 100 млн. копия от записите си. Том Сключва брак едва 17-годишен и въпреки многобройните си изневери, остава женен повече от 50 години. През 2020 г. Дека Рекърдс преиздава всички негови албуми, които преди това е издавала, в компилацията от 17 компактдиска Tom Jones The Complete Decca Studio Albums Collection, от които два са сборни, а останалите са студийни албуми от периода 1965 – 1975 г. Компилацията съдържа някои от най-големите хитове на певеца: Delilah, Green, Green Grass of Home, (It Looks Like) I'll Never Fall In Love Again, Daughter Of Darkness и др.

## Ранна история
Том Джоунс е роден на 7 юни 1940 г. на 57-а улица (Kingsland Terrace) в село Трефорест, Южен Уелс. Родителите му са Томас Удуърд (починал на 5 октомври 1981 г.), миньор, и Фреда Джоунс (починала на 7 февруари 2003 г.). Неговите баба и дядо са родени в Уелс но техните родители са английски бежанци. Том Джоунс започва да пее в ранна възраст – предимно на семейни сбирки, сватби и в училищния хор. Том Джоунс има дислексия и не харесва спортове от типа на футбола. На 12-годишна възраст му откриват туберкулоза. Години по-късно казва: „2-те години лекуване бяха най-лошите в живота ми“. Неговият стил на пеене прилича много на изпълнители на ритъм енд блус и соул музика като Литъл Ричард, Солъмън Бърк, Джаки Уилсън и Брук Бентън.